# Горст Бінек
Горст Бінек (нім. Horst Bienek; 7 травня 1930, Гливиці, Сілезія — 7 грудня 1990, Мюнхен) — німецький поет, прозаїк, драматург. В'язень російських концтаборів.

## Життєпис
Народився в Сілезії в німецькомовній сім'ї. 1945 переїхав в Російську зону окупації Німеччини, оскільки німецьку мову і німецькомовна преса в окупованій Сілезії були заборонені сталіністами. Деякий час проживав у Потсдамі. Навчався театральному мистецтву в східному Берліні у Бертольта Брехта. У 1951 році був заарештований співробітниками державної безпеки НДР як антирадянський елемент і за звинуваченням у шпигунстві засуджений на 25 років воркутинських таборів. У 1955 році амністований, оселився в ФРН. Працював на радіо, в журналах і видавництвах. З 1968 року займався тільки літературою.

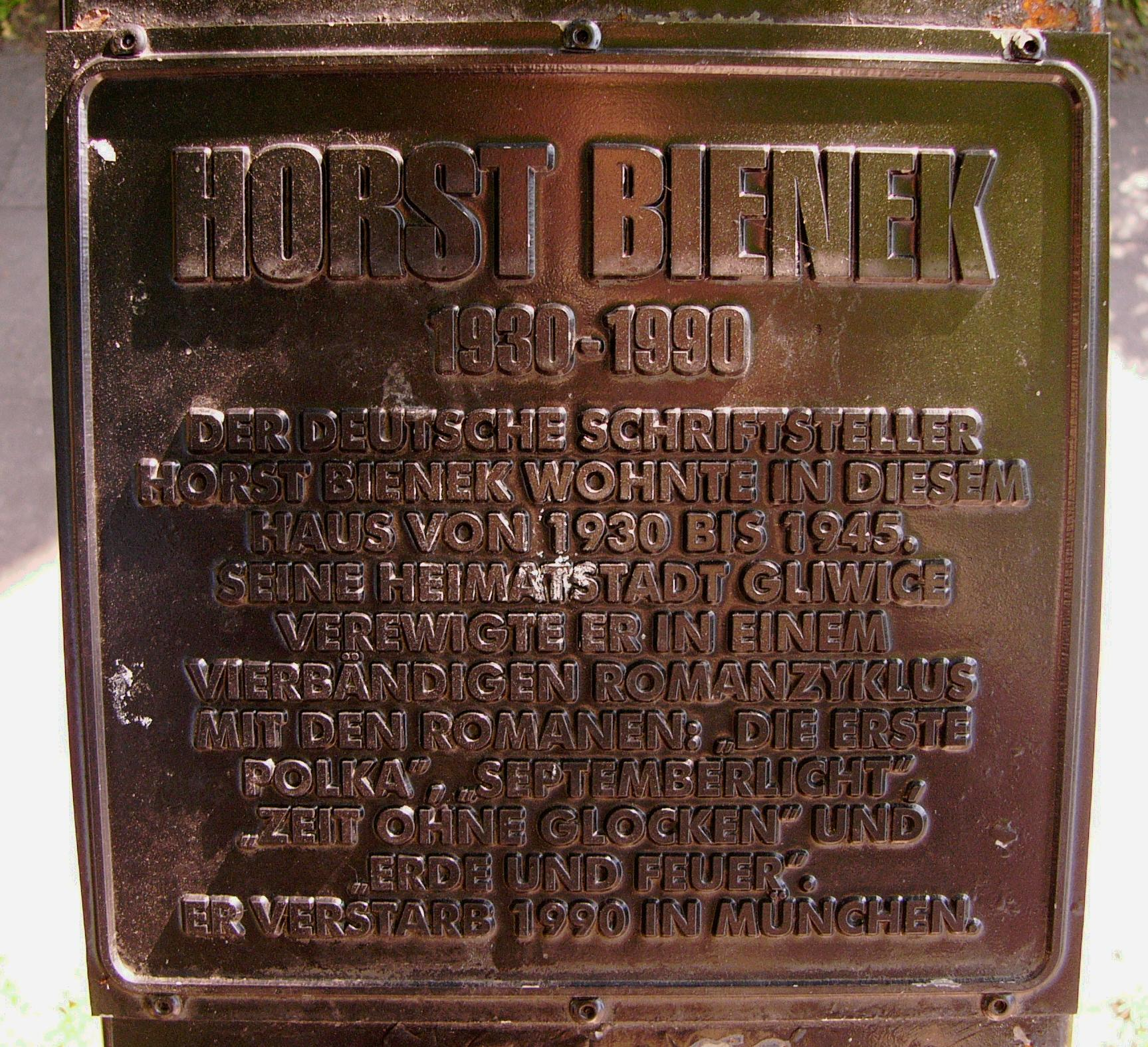
Пам'ятна дошка на будинкі Хорста Бінека в Німеччині

Помер від СНІДу. Похований на Парковому кладовищі в Оттобрунні.

## Особисте життя
Хоча Бінек був гомосексуалом, у своїх автобіографічних творах він ніколи відкрито не обговорював власну гомосексуальність, а в романах лише зрідка м'яко натякає на гомосексуальний потяг.

## Творчість
Найбільш відомий романною тетралогією, присвяченій Сілезії: її склали романи Перша полька (1975), Вересневе світло (1977), Час без дзвонів (1979), Земля і вогонь (1982). Поет, автор автобіографічної прози, радіоп'єс, есе про сучасних письменників (Борхес, Еліас Канетті, Солженіцин та ін.).

## Автор творів
- Traumbuch eines Gefangenen (1957)
- Nachtstücke (1959)
- Дитинство в Гливицях / Gleiwitzer Kindheit (1965)
- Werkstattgespräche mit Schriftstellern (1962)
- Мета / Die Zelle (1968, екранізований автором, німецька кінопремія новому режиссеру, 1971)
- Bakunin. Eine Invention (1972)
- Solschenizyn und andere Aufsätze (1972)
- Die Zeit danach (1974)
- Гливиці. Хроніка нижньої Силезії в чотирьох романах/ Gleiwitz. Eine oberschlesische Chronik in vier Romanen
  - Die erste Polka (1975)[8]
  - Septemberlicht (1977)
  - Zeit ohne Glocken (1979)
  - Erde und Feuer (1982)
- Gleiwitzer Kindheit. Gedichte aus 20 Jahren (1976)
- Beschreibung einer Provinz. Aufzeichnungen, Materialien, Dokumente (1983)
- Königswald oder die letzte Geschichte (1984)
- Сліпець в бібліотеці/ Der Blinde in der Bibliothek (1986)
- Das allmähliche Ersticken von Schreien (1987)
- Мандрівка в дитинство/ Reise in die Kindheit (1988)
- Birken und Hochöfen. Eine Kindheit in Oberschlesien (1990)[9]

## Нагороди та відзнаки
Лауреат численних національних премій, включаючи премію Неллі Закс (1981). Член Баварської академії витончених мистецтв (1990). Ряд творів БІНЕК екранізовані. У 1991 в ФРН заснована інтернаціональна поетична премія його імені, першим її був удостоєний Джон Ешбері. У Гливицях ім'ям письменника названа вулиця, а будинок, де він народився, відзначений пам'ятною дошкою.